# Autobahndreieck Hamburg-Südwest
Das Autobahndreieck Hamburg-Südwest (Abkürzung: AD Hamburg-Südwest; Kurzform: Dreieck Hamburg-Südwest) ist ein Autobahndreieck in Hamburg. Es verbindet die Bundesautobahn 7 (Flensburg – Füssen; E 45) mit der Bundesautobahn 261 (Eckverbindung Harburg).

## Geografie
Das Autobahndreieck liegt auf dem Stadtgebiet von Hamburg, genauer gesagt in den Stadtteilen Eißendorf und Marmstorf im Bezirk Harburg. Umliegende Gemeinden sind Seevetal und Rosengarten, welche beide schon zu Niedersachsen gehören. Es befindet sich etwa 15 km südwestlich der Hamburger Innenstadt, etwa 85 km nordöstlich von Bremen und etwa 10 km nördlich von Buchholz in der Nordheide.
Das Autobahndreieck Hamburg-Südwest trägt auf der A 7 die Anschlussstellennummer 33, auf der A 261 die Nummer 1.

## Bauform und Ausbauzustand
Die A 7 ist nördlich des Dreiecks sechsstreifig ausgebaut. Südlich davon sind beide Autobahnen vierstreifig ausgebaut. Die Verbindungsrampen sind zweispurig ausgeführt, da sie den Anfangspunkt der A 261 markieren. Es existieren nur die Relationen A 7-Nord – A 261 und umgekehrt, die fehlenden Rampen von der A 261 in Fahrtrichtung Hannover und umgekehrt werden von der Bundesstraße 75 zwischen den Anschlussstellen Hamburg-Marmstorf (A 7) und Hamburg-Marmstorf/Lürade (A 261) sowie, für den überregionalen Verkehr, vom Horster Dreieck bedient.
Das Dreieck ist als Gabelung angelegt. Das Hauptbrückenbauwerk führt die A 261 über die A 7.

## Verkehrsaufkommen
Das Dreieck wird im Durchschnitt von täglich rund 87.000 Fahrzeugen befahren.
| Von                       | Nach                                | Durchschnittliche tägliche Verkehrsstärke | Durchschnittliche tägliche Verkehrsstärke | Durchschnittliche tägliche Verkehrsstärke | Anteil Schwerlastverkehr | Anteil Schwerlastverkehr | Anteil Schwerlastverkehr |
| Von                       | Nach                                | 2005                                      | 2010                                      | 2015                                      | 2005                     | 2010                     | 2015                     |
| ------------------------- | ----------------------------------- | ----------------------------------------- | ----------------------------------------- | ----------------------------------------- | ------------------------ | ------------------------ | ------------------------ |
| AS Hamburg-Heimfeld (A 7) | AD Hamburg-Südwest                  | 98.700                                    | 96.200                                    | 87.200                                    | 13,5 %                   | 20,5 %                   | 14,2 %                   |
| AD Hamburg-Südwest        | AS Hamburg-Marmstorf (A 7)          | 51.800                                    | 50.600                                    | 58.000                                    | 13,7 %                   | 14,8 %                   | 14,1 %                   |
| AD Hamburg-Südwest        | AS Hamburg-Marmstorf/Lürade (A 261) | 39.700                                    | 33.000                                    | 29.700                                    | 16,5 %                   | 18,7 %                   | 18,0 %                   |

## Anschlussstellen und Fahrbeziehungen
| Richtung Elbtunnel (32) Hamburg-Heimfeld ↓↓↓↑↑↑ |                                                             |                                                |
|                                                 | ↓↓↑↑                                                        | ↓↓↑↑ (35) Seevetal-Fleestedt Richtung Hannover |
|                                                 | ↓↓↑↑ (3) Tötensen (Rosengarten) Richtung Buchholzer Dreieck |                                                |